# T. G. Richards and Company Store

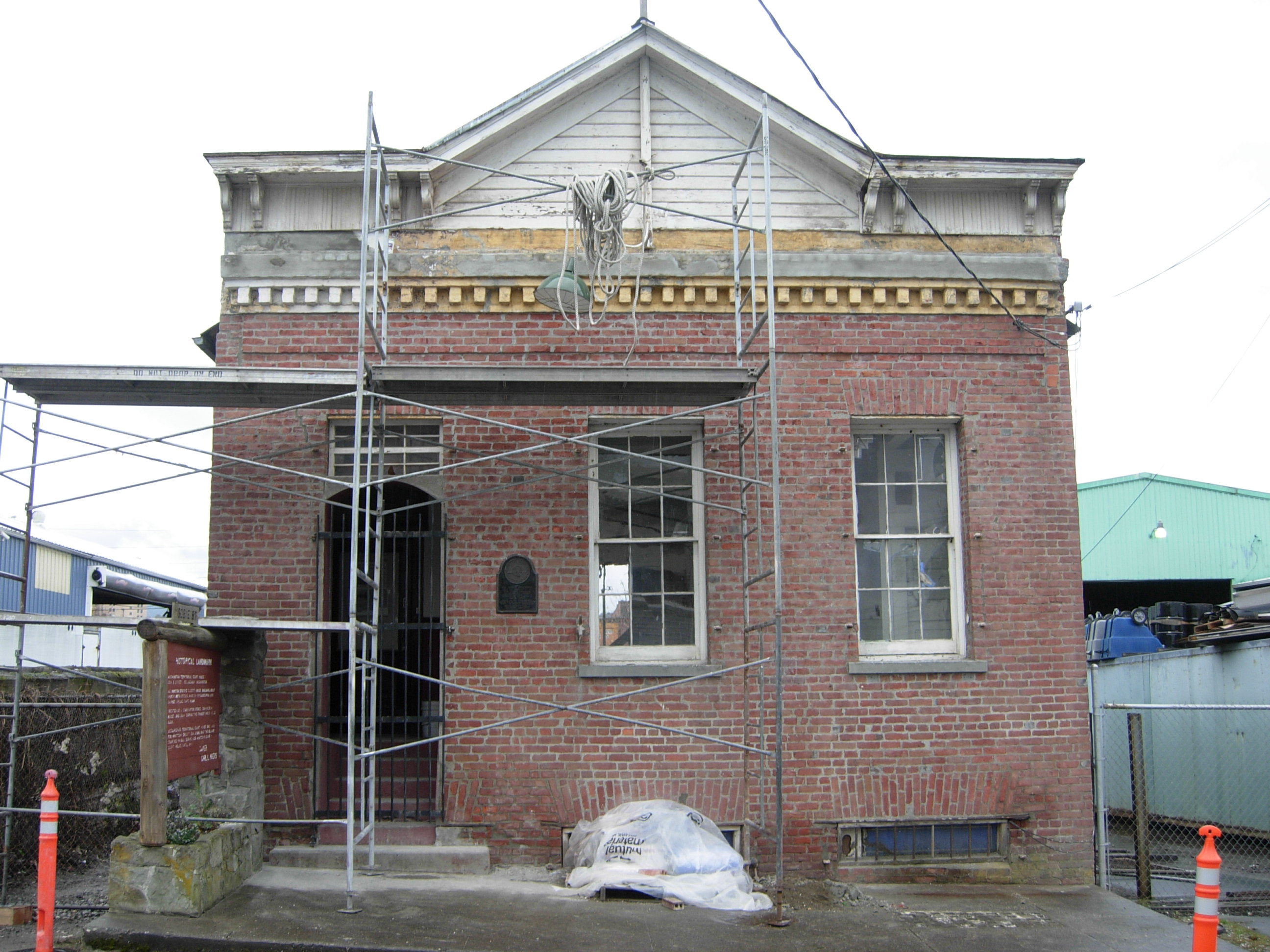
Pohled na budovu z ulice.

T. G. Richards and Company Store je nejstarší cihlovou budovou v americkém státě Washington. Nachází se ve městě Bellingham a je zapsána v Národním rejstříku historických míst.

## Historie
Dvoupatrový dům postavili roku 1858 Thomas G. Richards a jeho bratr Charles E. Richards za 8 tisíc amerických dolarů. Podle poznámek Howarda Buswella, které jsou k dispozici v Centru pro studia severozápadu USA, byl architektem John Alexander, důležitý osadník z Whidbeyho ostrova. Původně se jednalo obchod společnosti T. G. Richards Company, který prodával zásoby těm, kteří procházeli městem Whatcom na cestě ke zlaté horečce do Fraserova kaňonu. Cihly použité k výstavbě budovy pochází z Philadelphie a byly do Bellinghamu přepraveny lodí kolem jižního mysu Jižní Ameriky a přes San Francisco. Roku 1863 byla budova prodána okresu Whatcom, který ji používal jako svou třetí soudní budovu. Jednalo se pouze o teritoriální soud, jelikož soudní záležitosti byly řešeny v Port Townsendu. Budova také sloužila jako věznice a od roku 1873 také jako sídlo deníku Bellingham Bay Mail. Roku 1877 byla v provozu v přízemí také lékárna.
Původně budova přímo sousedila s wattovým pobřežím Pugetova zálivu, roku 1874 byla však na její ochranu proti moři vybudována pobřežní hráz. Roku 1883 byl do budovy nainstalován trezor a přidáno pět nových cel. V roce 1889 se však rozhodlo, že budova není bezpečná pro každodenní využití, takže se musely úřady i cely dočasně přesunout do jiného domu. V roce 1891 byl na G Street postaven nový soud, z Chuckanutského pískovce. Ve stejném roce si budovu pronajala organizace Women's Relief Corps, která poskytovala výhody různým veteránům občanské války. Roku 1906 okres prodal budovu do soukromého vlastnictví, konkrétně do rukou Grand Army of the Republic, větší organizace pečující o válečné veterány. Od té doby byla wattová pobřeží kolem budovy zastavěna, což přispělo ke zvýšení E Street, takže přízemí se stalo suterénem a první patro přízemím. Pozdějšími nájemníky byly Řád spojených amerických mechaniků, kostel svědků Jehovových, Akerova preparace, alternativní tisk The Northwest Passage a různí umělci a hrnčíři. Do Národního rejstříku historických míst byla budova zapsána roku 2003 a nyní prochází rekonstrukcí.